# Some Good News
《Some Good News》는 미국의 배우이자 영화 제작자인 존 크러진스키가 유튜브에서 제작하고 진행하고 있는 웹 시리즈이다. 2020년 3월 29일에 첫 화가 올라온 Some Good News는 2020년 5월 22일 바이어컴CBS에 팔렸다.

## 배경
원래 유튜브에서 만들어져 진행되고 있었던 Some Good News는 존 크러진스키가 코로나19 범유행으로 인해 자신의 집 안에서 "전적으로 좋은 소식만을 담은 뉴스 쇼"라는 생각을 가지고 만들었다. Some Good News는 매 회마다 몇 가지 좋은 소식에 대해 이야기하며, 연예인 손님을 초대하여 대화에 참여시킨다.

## 출연

### 진행
- 존 크러진스키

### 게스트
- 스티브 커렐
- 에밀리 블런트
- 로버트 드니로
- 린마누엘 미란다와 뮤지컬 해밀턴의 브로드웨이 캐스트
- 데이비드 오르티스
- 브래드 피트
- 레인 윌슨
- 찬스 더 래퍼
- 조나스 브라더스
- 빌리 아일리시와 아일리시의 오빠 피니어스 오코넬
- 미국 항공 우주국의 우주 비행사 제시카 미어, 크리스토퍼 캐시디, 앤드류 R. 모건
- 마사 스튜어트
- 데이비드 장
- 가이 피에리 (Guy Fieri)
- 스탠리 투치
- 라이언 레이놀즈
- 새뮤얼 L. 잭슨
- 오프라 윈프리
- 말랄라 유사프자이
- 스티븐 스필버그
- 존 스튜어트
- 엠마 스톤
- 잭 브라운 (Zac Brown)
- 오피스의 배우 제나 피셔, 스티브 커렐, 레인 윌슨, 에드 헬름스, 엘리 켐퍼, 민디 케일링, B. J. 노백, 앤절라 킨제이, 오스카 누녜스, 필리스 스미스, 브라이언 바움가트너, 케이트 플래너리, 크리드 브래턴